# Corrida de São Silvestre de 1937
A Corrida de São Silvestre de 1937 foi a 13ª edição da prova de rua, realizada no dia 31 de dezembro de 1937, no centro da cidade de São Paulo, a largada aconteceu às 23h45m, a prova foi de organização de Cásper Líbero.
O vencedor foi Mario de Oliveira, do Clube Atlético Guarulhense com o tempo de 23m30s.

## Percurso
Da Avenida Paulista, esquina da Av. Angélica – Monumento do Olavo Bilac até o Clube de Regatas Tietê, com 7.600 metros.
- Participantes: 2.434 atletas
- Chegada: 500 atletas atravessaram a linha de chegada 10 minutos após a passagem do campeão.[3]

## Resultados

#### Masculino
- 1º Mario de Oliveira (Brasil) - 23m50s